# Кравченко Надія Михайлівна
Наді́я Миха́йлівна Кра́вченко (*4 листопада 1935, Київ — †22 грудня 2001)  — український археолог, музейник, краєзнавець. Кандидат історичних наук. Заслужений працівник освіти України.
Фахівець у галузі історії ранніх слов'ян, автор численних наукових праць, одна з дослідниць проблем слов'янського етногенезу.

## Біографія
Мати її Галина Ніколаєнко була директором Київського державного історичного музею (у 1944—1946 роках), потім старшим викладачем кафедри марксизму-ленінізму Київського університету. Батько Михайло Кравченко був одним із керівників спортивної справи в УРСР. Його репресували в 1930-х роках.
Надія Кравченко 1956 року закінчила Київський університет, 1959 року — Московський університет. Від 1969 року — викладач Київського педагогічного інституту (нині — Національний педагогічний університет імені Михайла Драгоманова). Від 1994 року — професор Слов'янського університету.

## Дослідження
Протягом майже тридцяти років Кравченко очолювала археологічну експедицію Київського педагогічного інституту імені О. М. Горького в Обухівському, Васильківському, Фастівському районах. Найцікавіші результати розкопок було отримано під час досліджень групи пам'яток І тисячоліття н. е. поблизу міста Обухів.
Дослідниця багато уваги приділяла молодим науковцям. На сьогодні ті, хто навчався у Кравченко і вважають її своїм учителем, працюють не тільки в Інституті археології і очолюють провідні наукові напрямки, але й керують державними установами, займаються викладацькою та педагогічною діяльністю.
Кравченко брала участь у роботі Київської обласної організації Українського товариства охорони пам'яток історії та культури. Вона надавала методичну та практичну допомогу Фастівському краєзнавчому музеєві в розробці тематичного плану для побудови археологічної експозиції, підготовці карти археологічних пам'яток Фастівщини, передала музеєві свої колекції. Кравченко була членом ради Фастівського державного краєзнавчого музею (від 1990 року), науковим редактором інформаційного бюлетеня «Прес-музей».

## Праці
Надія Кравченко — автор понад 100 наукових праць. Серед них:
- Музей в інтер'єрі районного міста // Пам'ятки України. — 1998. — № 1.
- (рос.)Путешествие в первое тысячелетие нашей эры. — К., 2000.
- Фастівщина: Сторінки історії. — Фастів, 2003 (у співавторстві з Ларисою Григорівною Чиговською та Тетяною Вікторівною Неліною) [1].
- (рос.)Памятники археологии позднеримского времени Правобережной Киевщины. — К., 2007 (у співавторстві).

Співавтор курсу лекцій «Археологія та стародавня історія України» (Київ, 1992).